# Osiedle Leśna
Osiedle Wschód – osiedle mieszkaniowe w południowo-wschodniej części Żyrardowa.

## Historia
1 stycznia 1959 wschodnią część wsi Międzyborów włączono do Żyrardowa. Obecnie jest to osiedle domów jednorodzinnych o luźnej zabudowie, od południa i wschodu sąsiaduje z gminą Jaktorów w powiecie grodziskim.